# أوت لايف (لعبة فيديو)
أوت لايف (بالإنجليزية:Outlive) ، هي لعبة إلكترونية طورت من قبل البرازيل ، وهي لعبة جماعية حول الحرب المدمرة في الكرة الأرضية.

## وصلات خارجية
- Continuum Official Website
- Gamespy.com
- Outlive Demo Download
- Outlive على موبي غيمز